# Георг Зигмунд фон Траутмансдорф-Вайнсберг
Георг Зигмунд фон Траутмансдорф-Вайнсберг (на немски: Georg Sigmund von Trauttmansdorff-Weinsberg) е имперски граф на Траутмансдорф-Вайнсберг в Австрия, фрайхер на Глайхенберг.

## Биография
Роден е на 22 август 1638 година в Грац, Хабсбургска монархия. Той е най-малкият син на (от 15 деца) на имперски граф Максимилиан фон Траутмансдорф-Вайнсберг (1584 – 1650), фрайхер фон Глайхенберг (първи министър при император Фердинанд III), и съпругата му графиня София Палфи аб Ердьод (1596 – 1668), дъщеря на граф Миклош II Ердьод-Палфи (1552 – 1600) и Мария Магдалена Фугер фон Кирхберг-Вайсенхорн (1560/1566 - 1646). През 1639 г. фамилията се нарича „Траутмансдорф-Вайнсберг“ на немското господство Вайнсберг във Вюртемберг.
Георг Зигмунд фон Траутмансдорф има резиденция в градския палат Траутмансдорф на „Бюргергасе 5“ в Грац.
Умира на 16 октомври 1708 година в Грац на 70-годишна възраст.

## Фамилия
Георг Зигмунд фон Траутмансдорф-Вайнсберг се жени в дворец Брунзее на 30 април 1665 г. за графиня Елеонора Цецилия Рената фон Вилденщайн (* 12 октомври 1643, Грац; † 16 декември 1708, Грац), дъщеря на граф Йохан Франц фон Вилденщайн († 1678) и фрайин Мария Анна Барбара Констанция Крецензия Шайт фон Лайтерсдорф († 1645). Те имат децата:
- Мария Франциска Максимилиана Кристиана фон Траутмансдорф-Вайнсберг (* 1666; † 7 септември 1730, Грац), омъжена I. наз 23 април 1686 г. в Грац за граф Йохан Георг фон Херберщайн (* 8 май 1660; † 13 юли 1686 в битка при Пеща), II. 1688 г. за граф Франц Еренрайх фон Траутмансдорф-Фрайентурн (* 21 януари 1662; † 8 април 1719, Виена)
- Мария Цецилия фон Траутмансдорф († 13 март 1728, Грац), омъжена на 27 април 1698 г. в	Грац за фрайхер Йохан Карл Йозеф фон Щадл-Ригерсбург (* 4 септември 1676, Грац; † 22 декември 1729)
- Максимилиан Зигмунд Фридрих фон Траутмансдорф (* 26 февруари 1674, Грац; † 10 декември 1731), женен 1694 г. във Виена за графиня Мария Барбара фон Щархемберг (* 2 декември 1673, Виена; † 23 февруари 1745, Грац)
- Мария Терезия Анна фон Траутмансдорф (* 27 февруари 1676, Грац; † 7 януари 1733, Виена), омъжена на 13 февруари 1702 г. в Грац за граф Карл Магнус Лудвиг фон Дитрихщайн (* 19 октомври 1676, Грац; † 6 май 1732, Виена)
- Тереза фон Траутмансдорф